# Victoria Smurfit

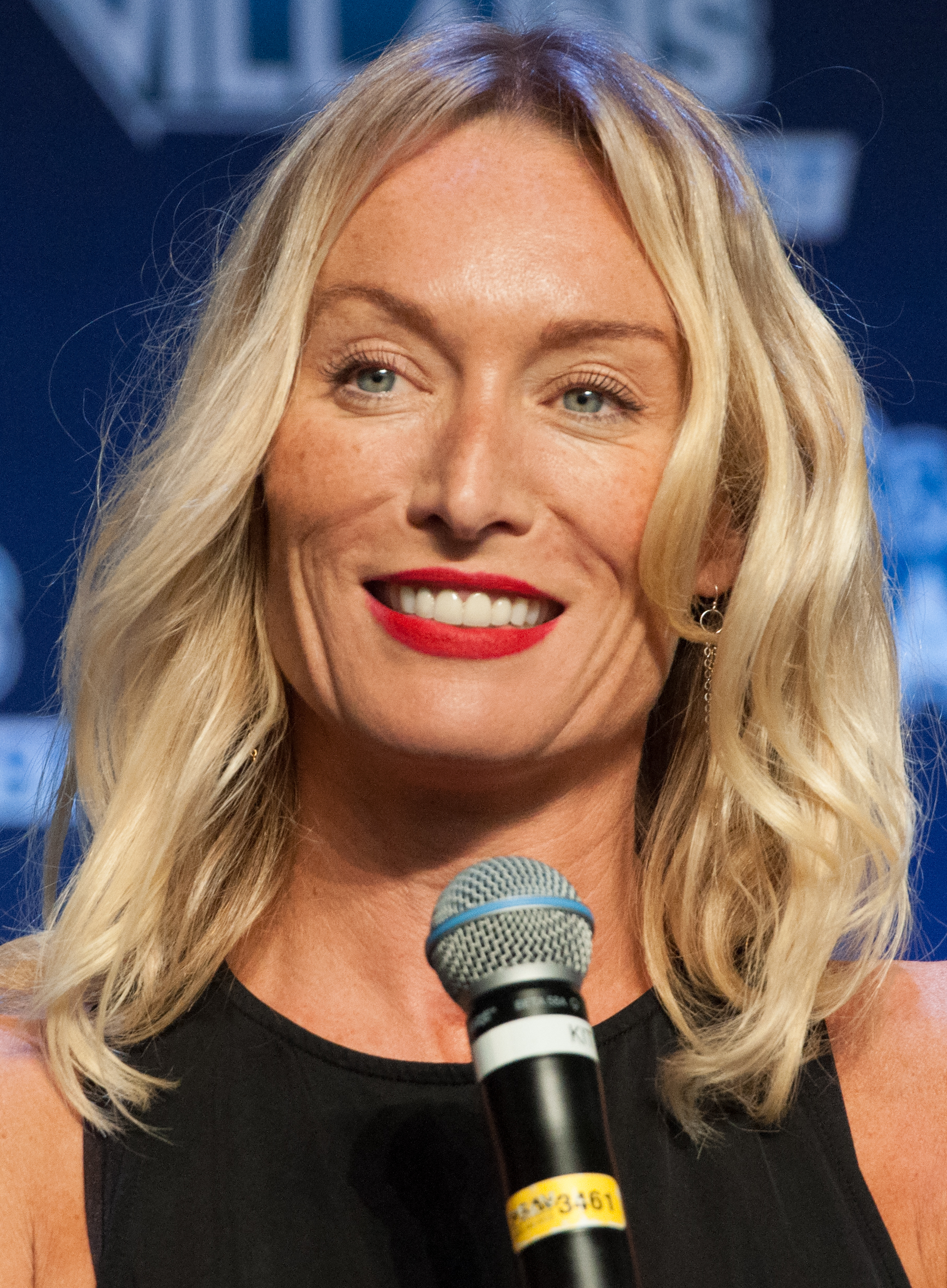
Victoria Smurfit

Victoria Smurfit (* 1974 in Dublin) ist eine irische Schauspielerin.

## Leben und Karriere
Victoria Smurfit wurde in Dublin in eine Unternehmerfamilie geboren. Ihr Großvater Jefferson Smurfit war der Gründer eines Verpackungsunternehmens, aus dem 2005 die Smurfit Kappa Group hervorging.
1996 spielte Smurfit im britischen Drama-Thriller Die Stunde des Verführers – neben Jon Bon Jovi, Anna Galiena und Thandie Newton – die Rolle der Annabel. Im Drama The Beach (2000) hatte sie – neben Leonardo DiCaprio, Tilda Swinton und Robert Carlyle – eine Nebenrolle. 2002 verkörperte sie im Comedy-Drama About a Boy oder: Der Tag der toten Ente – neben Hugh Grant, Rachel Weisz und Toni Collette – die Rolle der Suzie. Im darauffolgenden Jahr spielte sie im Action-Streifen Bulletproof Monk – Der kugelsichere Mönch – neben Chow Yun-Fat, Seann William Scott, Jaime King und Karel Roden – die Rolle der Nina.
Smurfit war seit dem 29. Juli 2000 mit Douglas Baxter verheiratet. Die beiden haben zwei Töchter (* 2004 und * 2007) und einen Sohn (* 2008). Im Februar 2015 reichten sie die Scheidung ein.

## Filmografie (Auswahl)
- 1995: Das Land meiner Liebe (The Run of the Country)
- 1996: Die Stunde des Verführers (The Leading Man)
- 1997: Ivanhoe (Fernsehserie, 6 Episoden)
- 1997: Mr. Right… zur falschen Zeit (So This Is Romance?)
- 1998: Berkeley Square (Miniserie, 10 Episoden)
- 1998–1999: Ballykissangel (Fernsehserie, 24 Episoden)
- 2000: The Beach
- 2000: The Wedding Tackle
- 2000: North Square (Fernsehserie, 10 Episoden)
- 2000–2001: Cold Feet (Fernsehserie, 4 Episoden)
- 2002: The Last Great Wilderness
- 2002: About a Boy oder: Der Tag der toten Ente (About a Boy)
- 2003: Bulletproof Monk – Der kugelsichere Mönch (Bulletproof Monk)
- 2003–2009: Der Preis des Verbrechens (Trial & Retribution, Fernsehserie, 20 Episoden)
- 2004: The Alan Clark Diaries (Fernsehserie, Episode 1x05)
- 2006: Rosamunde Pilcher – Die Muschelsucher (The Shell Seekers, Fernsehfilm)
- 2009: The Clinic (Fernsehserie, 5 Episoden)
- 2011: Agatha Christie’s Marple (Fernsehserie, Folge The Mirror Crack'd from Side to Side)
- 2011: Honeymoon for One (Fernsehfilm)
- 2012: Missing (Fernsehserie, Episode 1x03)
- 2013–2014: Dracula (Fernsehserie, 10 Episoden)
- 2014: The Mentalist (Fernsehserie, Episode 6x22)
- 2014–2016, 2018: Once Upon a Time – Es war einmal … (Once Upon a Time, Fernsehserie, 15 Episoden)
- 2018: Marcella (Fernsehserie, 7 Episoden)
- 2021: In 80 Tagen um die Welt (Around the World in 80 Days, Miniserie, Episode 1x05)